# Réformes Kyōhō
Les réformes Kyōhō (享保の改革, Kyōhō no kaikaku) sont un ensemble de politiques économiques mises en place en 1736 au Japon par le shogunat Tokugawa. Ces réformes, mises en œuvre par le huitième shogun Tokugawa du Japon, Tokugawa Yoshimune, englobent les vingt premières années de son shogunat.
Les réformes visent à rendre le shogunat solvable. En raison des tensions entre l'idéologie  confucéenne et la réalité économique du Japon des Tokugawa (principes confucéens que l'argent souille contre la nécessité d'une économie monétaire), Yoshimune juge nécessaire d'écarter certains principes confucéens qui freinent son processus de réforme.
Les réformes Kyōhō mettent l'accent sur la frugalité, ainsi que sur la formation des guildes marchandes, ce qui permet un plus grand contrôle et une fiscalité plus forte. Les autres règles de présence (sankin kōtai) sont assouplies et l'interdiction des livres occidentaux (moins ceux qui concernent ou se référent au christianisme) est levée.
Ce mouvement de réforme est suivi par trois autres au cours de la période Edo : les réformes Kansei des années 1790, les réformes Tenpō des années 1830 et les réformes Keiō de 1866-1867.

## Chronologie
Les interventions du shogunat ne sont que partiellement couronnées de succès. Des facteurs extérieurs interviennent tels que la famine, les inondations et autres catastrophes qui exacerbent certaines des conditions que le shogun avait l'intention d’améliorer.
- 1730 (Kyōhō 15) : le shogunat Tokugawa reconnaît officiellement le marché du riz Dojima à Osaka, et les superviseurs du bakufu (nengyoji) sont chargés de surveiller le marché et de percevoir les impôts[4]. Les opérations relatives aux échanges de riz se développent en bourses de valeurs, utilisées principalement pour les opérations sur titres publics[5]. Le développement de la production agricole améliorée fait chuter le prix du riz au milieu de l'ère Kyohō[6].
- 3 août 1730 (Kyōhō 15, 20e jour du 6e mois) : un incendie éclate à Muromachi et 3 790 maisons sont incendiées. Plus de 30 000 métiers à tisser à Nishi-jin sont détruits.  Le bakufu distribue du riz[7].
- 1732 (Kyōhō 17) : la « famine Kyōhō » est la conséquence du ravage des cultures par des essaims de criquets dans les communautés agricoles autour de la mer intérieure[8].

## Source de la traduction
- (en) Cet article est partiellement ou en totalité issu de l’article de Wikipédia en anglais intitulé « Kyōhō Reforms » (voir la liste des auteurs).